# 30281 Horstman
30281 Horstman este o planetă minoră (asteroid), cu un diametru de 2,514 km, din centura de asteroizi. A fost descoperită pe 24 aprilie 2000 la Stația Anderson Mesa de Lowell Observatory Near-Earth-Object Search. 
Obiectul prezintă o orbită caracterizată de o semiaxă mare de 2,3271813 UAi, o excentricitate de 0,2, o înclinație de 7,47665 ° în raport cu ecliptica.